# Cerastium thomasii
Cerastium thomasii är en nejlikväxtart som beskrevs av Michele Tenore. Cerastium thomasii ingår i släktet arvar, och familjen nejlikväxter. Inga underarter finns listade i Catalogue of Life.